# Władimir Biełousow (piłkarz)
Władimir Siergiejewicz Biełousow, ros. Владимир Сергеевич Белоусов (ur. 11 lipca 1947 w Moskwie) – rosyjski piłkarz, grający na pozycji obrońcy oraz trener piłkarski.

## Kariera piłkarska

### Kariera klubowa
Po ukończeniu studiów wyższych w 1970 rozpoczął karierę piłkarską w klubie Tawrija Symferopol, skąd w sierpniu następnego roku przeszedł do Szachtara Donieck. W 1974 powrócił do Moskwy, gdzie został piłkarzem Torpeda Moskwa. W 1977 zakończył karierę piłkarską w zespole Kubań Krasnodar.

## Kariera trenerska
Po zakończeniu kariery zawodniczej rozpoczął pracę trenerską. Od 1980 najpierw pomagał trenować, a potem prowadził Kubań Krasnodar. Pracował jako asystent trenera w moskiewskich klubach SK ESzWSM Moskwa i TRASKO Moskwa. W 1994 pracował na stanowisku asystenta i głównego trenera w Asmarale Moskwa. Potem pomagał trenować Torpedo-Łużniki Moskwa i Torpedo-ZiL Moskwa. W 2016 ponownie został zaproszony do sztabu szkoleniowego Torpeda Moskwa.

## Sukcesy i odznaczenia

### Sukcesy klubowe
- mistrz ZSRR: 1976 (j.)
- wicemistrz Pierwszej Ligi ZSRR: 1972

### Odznaczenia
- tytuł Mistrza Sportu ZSRR: 1973